# تنباکوکار آبراهیم
تنباکوکار ابراهیم، روستایی از توابع بخش مرکزی شهرستان ایذه در استان خوزستان ایران است.

## جمعیت
این روستا در دهستان مرغا قرار دارد و براساس سرشماری مرکز آمار ایران در سال ۱۳۸۵، جمعیت آن نفر (۱۵خانوار) بوده‌است.